# Estació de Virrei Amat
Virrei Amat és una estació de la L5 del Metro de Barcelona situada sota la Plaça del Virrei Amat al districte de Nou Barris de Barcelona.
L'estació va entrar en servei el 1959 com a part del primer tram obert de la Línia II entre la Sagrera i Vilapicina i amb el nom de Virrey Amat. Posteriorment al 1970 amb la prolongació de la Línia V entre Diagonal i Sagrera va passar a formar part de la Línia V. Per acabar, el 1982 amb la reorganització dels números de línies i canvis de nom d'estacions va adoptar el nom actual.
| Metro de Barcelona     |          |                                              |            |                        |
| Procedència/Destinació | <        | Línia                                        | >          | Procedència/Destinació |
| Cornellà Centre        | Maragall | Logotip de la Línia 5 del metro de Barcelona | Vilapicina | Vall d'Hebron          |

## Accessos

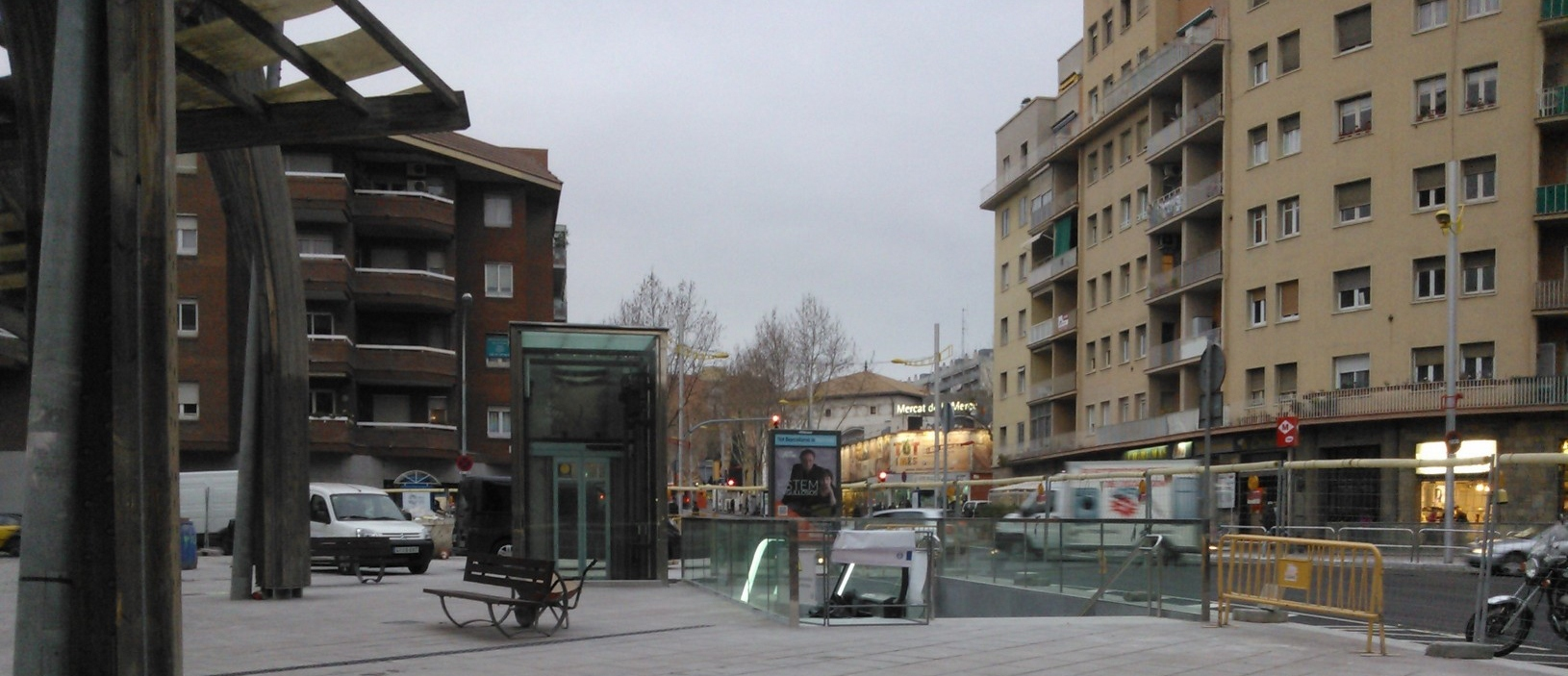
Accesos a l'estació a la plaça Virrei Amat

- Plaça del Virrei Amat
- Carrer de Felip II
- Passeig de Fabra i Puig
- Carrer del Dr. Pi i Molist